# Route nationale 107bis
Die N107BIS war eine französische Nationalstraße, die 1869 zwischen Alès (damals 'Alais') und Florac festgelegt wurde. Ihre Länge betrug 70 Kilometer. 1882 wurde sie bis nach Aguessac durch die Gorges du Tarn verlängert. Die Länge betrug nun 140,5 Kilometer. 1973 erfolgte die Abstufung des zweiten Teiles und der erste Teil wurde von der N106 übernommen.

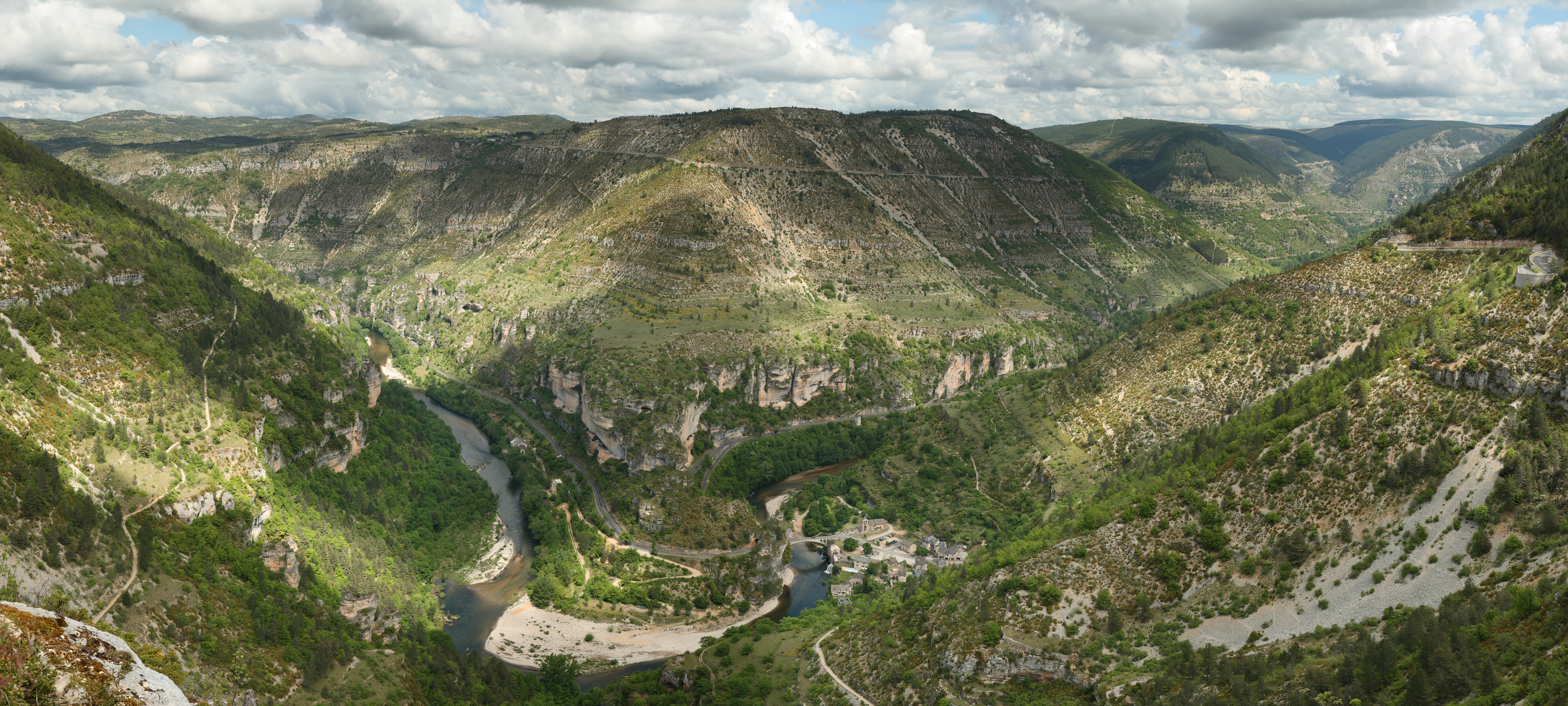
Blick auf den Fluss Tarn mit der N107^{BIS}und das Dorf Saint-Chély-du-Tarn